# Festival à Kerkrade (Lancen)
Festival à Kerkrade is een compositie voor harmonieorkest van de Franse componist Serge Lancen. 
Het is geschreven voor het Wereld Muziek Concours in Kerkrade. In 1970 was het daar een verplicht werk voor orkesten in de 2e divisie.
Het werk werd op langspeelplaat opgenomen door de Musique de la Police Nationale Française de Paris onder leiding van Pierre Bigot.